# Gustaf Johan Tunderfelt
Gustaf Johan Tunderfelt (född de Rodes) född 7 februari 1656 i Moskva, död 10 mars 1710 (enligt den gregorianska kalendern) vid slaget vid Helsingborg, var en svensk militär. 

## Biografi
Tunderfelt föddes i Moskva som Gustaf Johan de Rodes, som son till Sveriges kommersfaktor i staden, Johan de Rodes, och Medea Kochen. Fadern hade avlidit på nyårsafton 1655 före sonens födelse. Vid 22 års ålder adlades han tillsammans med sin framtida styv- och svärfar, kommersepresidenten i Narva Jurgen Tunder, den 24 juni 1678 under namnet Tunderfelt. Den 27 januari 1681 blev han fänrik vid Garnisonsregementet i Narva under överste Rembert von Funcken, där han befordrades till kapten den 12 juni 1683. Samma tog han värvning i Tysk-romerska rikets tjänst i Ungern varefter han företog flera resor genom hela Europa. Vid utbrottet av stora nordiska kriget återvände han i svensk tjänst där han den 11 maj 1700 befordrades till överstelöjtnant vid general Otto Vellingks Ingermanländska infanteriregemente. Vid den danska invasionen av Skåne 1709 blev han samma år förflyttad till Sverige, där han den 31 oktober var överstelöjtnant och tillförordnad chef för det återuppsatta Västmanlands regemente. Regementet hade utplånats vid slaget vid Poltava och ordinarie regementschefen, generalmajor Axel Sparre, var vid tillfället fast i Bender. Den 8 mars 1710 utsågs han till överste och han förde regementet under slaget vid Helsingborg. Regementet var placerat i andra linjen av den svenska centern och hade avdelats att skydda och hjälpa artilleriets manskap att dra regementskanonerna. Under arbetet att föra fram kanonerna träffades Tunderfelt av fientlig eld och stupade.

## Familj
Tunderfeldt gifte sig 1687 med sin styvsyster Lucia Sofia Tunderfelt, dotter till Jurgen Tunderfelt. I september 1705 köpte Tunderfelt godset Söderby i Nyland. Paret Tunderfelt fick åtta barn:
- Medea, född 1689, död 12 mars 1731 Sättra och begraven 31 mars samma år. Gift 15 februari 1722 med assessorn Erik Ernst von Snoilsky.
- Märta Maria, född 1690, död ogift 27 oktober 1736 Lundby
- Sofia Elisabet, född 1691, död ogift 1734.
- Johanna Lucia, född 1692. Hovfröken vid braunschweigska hovet. Död ogift 1761.
- Maria Elisabet, född 1693, död 15 oktober 1757 på Lundby. Gift 22 augusti 1723 i Lids socken med överstelöjtnant friherre Johan Joakim Faltzburg, född 1686, död 1753.
- Georg Gustaf, född 1694.
- Johan Christoffer, född 1698, död 1764.
- Carl Fredrik, född 1710, död ogift 1742, troligen i finska kriget.